# フィリップ・ナオン
フィリップ・ナオン（Philippe Nahon、1938年12月24日 - 2020年4月19日）は、フランスの俳優。
パリ出身。主に脇役・悪役で出演し、ギャスパー・ノエ監督作品に多く出演した。
2020年4月19日、新型コロナウイルス感染症で死去、81歳。

## 主な出演作品
- いぬ Le Doulos (1962)
- 頭の中の指 Les Doigts dans la tête (1974)
- 華麗なる昼食会 La Communion solennelle (1977)
- アラン・ドロン/私刑警察 Ne réveillez pas un flic qui dort (1988)
- カルネ Carne (1991)
- 官能のダイアリー Red Shoe Diaries (1993) テレビドラマ
- 憎しみ La Haine (1995)
- 俺たちは天使だ Les Anges gardiens (1995)
- つつましき詐欺師 Un héros très discret (1996)
- ビジター Les Couloirs du temps : Les Visiteurs Ⅱ (1998)
- カノン Seul contre tous (1998)
- 24時間4万回の奇跡 Les convoyeurs attendent (1999)
- クリムゾン・リバー Les Rivières Pourpres (2000)
- 家なき子 Sans famille (2000) テレビドラマ
- ジェヴォーダンの獣 Le pacte des loups (2001)
- ザ・コード La mentale (2002)
- アレックス Irréversible (2002)
- ハイテンション Haute tension (2003)
- コルトマルテーズ 皇帝の財宝を狙え! Corto Maltese (2004) テレビアニメ、声の出演
- 変態村 Calvaire (2004)
- ラブ・イズ・イン・ジ・エアー Ma vie en l'air (2005)
- カーメロット Kaamelott (2005-2009) テレビドラマ
- ミシュー・ドーベール Michou d'Auber (2007)
- マルセイユの決着 Le deuxième souffle (2007)
- やがて復讐という名の雨 MR 73 (2008)
- マムート Mammuth (2010)
- アデル/ファラオと復活の秘薬 Les aventures extraordinaires d'Adèle Blanc-Sec (2010)
- ザ・パック 餌になる女 La meute (2010)
- ベルヴィル・トーキョー Belleville-Tokyo (2010)
- いかしたやつら Les Beaux Mecs (2011) テレビミニシリーズ
- 戦火の馬 War Horse (2011)
- マフィオサ Mafiosa (2012) テレビドラマ
- SHIBARI 壊れた二人 Une histoire d'amour (2013)
- ジブラルタルの罠 Gibraltar (2013)
- 行進 La Marche (2013)
- コルト45 孤高の天才スナイパー Colt 45 (2014)
- 避暑地で魔が差して Un moment d'égarement (2015)
- アガサ・クリスティーの殺人事件 Les petits meurtres d'Agatha Christie (2015) テレビドラマ
- シェフ Chefs (2016) テレビドラマ